# Летищен салон
Летищен салон е салон, притежаван от определена авиокомпания (или съвместно опериран в случай на алианс). Много предлагат частни зали и помещения за срещи, телефон, факс, безжичен интернет или друг вид достъп до Интернет, както и други бизнес услуги, заедно с осигуряването на по-добър комфорт като безплатни напитки и леки закуски. В тези салони самолетните пътници намират по-комфортни седалки, по-тиха обстановка и по-добър достъп до клиентско обслужване, отколкото на самия терминал. Достъпът до тези салони става с карти за достъп, които най-често се дават на често пътуващи пътници.
Също така има и общи салони, осигурявани от операторите на летищата, които могат да се ползват срещу такса – дневна или дори годишна.
Повечето летищни салони са бизнес класа, но също така се предлага и международна първа класа на салоните.
|  | Тази страница частично или изцяло представлява превод на страницата Airport lounge в Уикипедия на английски. Оригиналният текст, както и този превод, са защитени от Лиценза „Криейтив Комънс – Признание – Споделяне на споделеното“, а за съдържание, създадено преди юни 2009 година – от Лиценза за свободна документация на ГНУ. Прегледайте историята на редакциите на оригиналната страница, както и на преводната страница, за да видите списъка на съавторите. ВАЖНО: Този шаблон се отнася единствено до авторските права върху съдържанието на статията. Добавянето му не отменя изискването да се посочват конкретни източници на твърденията, които да бъдат благонадеждни. |